# Fritz Uhl
Fritz Uhl (* 2. April 1928 in Wien; † 21. Mai 2001 in München) war ein österreichischer Opernsänger (Tenor).

## Leben
Uhl wurde im Bezirksteil Matzleinsdorf des 5. Wiener Gemeindebezirks, Margareten, geboren. Im Jahr 1947 maturierte er gemeinsam mit seinen Schulkollegen Eberhard Waechter und Waldemar Kmentt. Anschließend studierte er bei Elisabeth Radó in Wien und bereiste noch als Student mit einer Operettentruppe die Niederlande. Im Jahr 1952 debütierte er in der Titelpartie von Gounods Faust am Stadttheater Leoben. Dann sang er von 1952 bis 1953 in Graz, von 1953 bis 1954 in Luzern, von 1954 bis 1956 in Oberhausen und von 1956 bis 1958 in Wuppertal, wo er begann, Heldentenor-Partien zu singen. Ab 1956 war Uhl Mitglied der Münchener Staatsoper und hatte Gastverträge an der Wiener Staatsoper und der Stuttgarter Staatsoper.
Bei den Bayreuther Festspielen sang er 1957–58 den Kunz Vogelsang in Die Meistersinger von Nürnberg, 1957–59 den Melot in Tristan und Isolde, 1958 den Loge in Das Rheingold, 1961–64 den Siegmund in Die Walküre, 1959–61 den Erik in Der fliegende Holländer und 1958 den Jungen Seemann in Tristan und Isolde und den 1. Gralsitter in Parsifal.
Im Jahr 1958 sang Fritz Uhl bei den Salzburger Festspielen den Florestan im Fidelio und übernahm dort 1971–72 die Partie des Tambourmajors in Alban Bergs Wozzeck.
Der Tenor gastierte u. a. in Nizza, Straßburg, Lyon und Toulouse, am Teatro Colón in Buenos Aires, am Théâtre de la Monnaie in Brüssel, in Paris, Stockholm, Amsterdam, Mexiko-Stadt, Barcelona, Lissabon, Zagreb und in  San Francisco.
Für eine 1961 erschienene Schallplattenaufnahme von Tristan und Isolde mit den Wiener Philharmonikern unter der Leitung von Georg Solti sang er den Tristan.
Im Jahr 1962 sang Uhl den Walther von Stolzing in Wagners Meistersingern in London, im selben Jahr übernahm er in Osaka bei der japanischen Erstaufführung von Richard Strauss’ Oper Salome die Partie des Herodes. 1976 sang er am Landestheater von Linz in der Uraufführung der Oper Der Aufstand von Helmut Eder, im selben Jahr wirkte er in der Uraufführung der Oper Die Versuchung von Josef Tal an der Staatsoper München mit, wo er 1989 den Pfeifer des Grafen in Paul Hindemiths Oper Mathis der Maler.
Er beteiligte sich auch an den Uraufführungen von Ján Cikkers Das Spiel von Liebe und Tod im Jahr 1969, und in Heinrich Sutermeisters Oper Le roi Béranger im Jahr 1985, die beide in München stattfanden.
Fritz Uhl war ab 1981 Professor am Konservatorium der Stadt Wien.